# Paleodemografie
Paleodemografie is de wetenschappelijke studie van de demografie van mensen en mensachtigen in de prehistorie en het pre-industriële tijdperk. Vanaf de beschikbaarheid van geschreven bronnen neemt de historische demografie over. Paleodemografie is een interdisciplinair vakgebied dat aansluit bij de archeologie. 

## Doelstellingen en methoden
Na pionierswerk in de vroege 20e eeuw kwam paleodemografie als coherent onderzoeksgebied tot stand vanaf de jaren zestig, in samenhang met de processuele archeologie. Op grond van skeletonderzoek, paleogenetica, populatiegenetica en andere methoden wordt gepoogd kenmerken van populaties uit het verleden vast te stellen, zoals bevolkingsomvang, nataliteit, mortaliteit, fertiliteit, levensverwachting, leeftijdsverdeling en migratie. Een belangrijk instrument is het osteologisch vaststellen van de leeftijd bij overlijden en het geslacht van individuen, om deze vervolgens op basis van assumpties te agregeren tot distributies. Migratie kan worden bestudeerd aan de hand van stabiele isotopen en spoorelementen in tanden en beenderen. Een verwant veld is de paleoepidemiologie, dat ziekte in vroegere populaties probeert te kwantificeren.

## Resultaten
Voor het grootste deel van de menselijke geschiedenis was de bevolkingstoename miniem, bijna nul. Tijdens het holoceen versnelde het tempo heel licht. Dit had de maken met de vrij plotse toename van het aantal jongeren vanaf de neolithische revolutie. Door landbouw werd de voedselbevoorrading meer voorspelbaar, ruimtelijk geconcentreerd, bewaarbaar en rijker in hoogcalorische gewassen. Omdat de gestegen fertiliteit niet leidde tot een bevolkingsexplosie, moet ze gepaard zijn gegaan met een toename in de mortaliteit. Na een initiële toename stabiliseerde de neolithische bevolking van Europa of nam ze zelfs weer af. Er lijkt zich een patroon van sprongsgewijze toename van landbouwbevolkingen te hebben voorgedaan.
Op het gebied van mortaliteit in het holoceen vertonen de paleodemografische distributies van leeftijd bij overlijden een afkapping na het vijftigste levensjaar: bijna niemand werd ouder dan vijftig. Meer en meer wordt aangenomen dat dit een artefact is van de gebruikte methodes en dat er wel degelijk een betekenisvol aantal mensen een hoge ouderdom bereikte.